# Donnelay
Donnelay település Franciaországban, Moselle megyében. Lakosainak száma 190 fő (2022. január 1.). Donnelay Bourdonnay, Gelucourt, Guéblange-lès-Dieuze, Juvelize, Ley és Ommeray községekkel határos.

## Népesség
A település népességének változása:
| Lakosok száma | 280  | 216  | 216  | 204  | 190  | 191  | 190  | 189  | 189  | 190  |
|               | 1968 | 1982 | 1990 | 2006 | 2013 | 2015 | 2017 | 2019 | 2020 | 2022 |